# Tom Lewis (Golfspieler)
Tom Lewis (* 5. Januar 1991 in Welwyn Garden City) ist ein englischer Profigolfer der European Tour.

## Leben / Persönliches
Als Sohn des ehemaligen European-Tour-Spielers und Golf-Pros Bryan Lewis wurde er nach seiner Geburt in Welwyn Garden City, auch Heimatort der Golflegende Nick Faldo, nach dem sportlichen Vorbild seines Vaters Tom Watson getauft.
In seiner frühen Jugend wurde bei ihm Dyslexie festgestellt, er verließ dann auch mit 16 Jahren früh die Schule, um sich, von seinem Vater trainiert, ganz auf eine Karriere als Berufsgolfer vorzubereiten.

## Karriere

### Amateur
Bereits als Amateur konnte Lewis einige Turniersiege und Achtungserfolge erreichen. In der Saison 2009 konnte er die British Boys Championships gewinnen, 2010 wurde er Zweiter bei der New South Wales Open. Seinen Durchbruch konnte er dann 2011 feiern. Nach dem Gewinn der für Amateure bedeutenden St.Andrews Links Trophy konnte er sich über ein Qualifikationsturnier für die British Open 2011 im Royal St George’s Golf Club qualifizieren.
Bei der Auftaktrunde, die er mit Tom Watson bestritt, stellte er mit einer Runde von 65 Schlägen einen Startrekord für Amateure auf und konnte zeitweilig auch die geteilte Führung in der Gesamtwertung behaupten. Sein abschließender geteilter 30. Rang im Turnier bedeutete neben dem Gewinn der Silver Medal auch die beste Platzierung eines Amateurs seit 43 Jahren.
Nach dem Walker Cup wechselte er dann zu Ende der Saison 2011 ins Profilager.

### Profi
Sein erstes Turnier als Profi waren die Austrian Open 2011, bei dem er gleich einen 10. Platz erreichte. Auf seinen ersten Sieg als Profi musste er nicht lange warten, schon bei seinem 3. Antritt als Profi gewann er die Portugal Masters. Wenig später konnte er auch sein erstes WGC-Turnier spielen. Er schaffte den Cut und belegte nach einer verpatzten letzten Runde den 76. Rang. Er beendete sein erstes Jahr auf dem 66. Platz des Race to Dubai und konnte sich nur knapp nicht für das Saisonfinale der besten 60 qualifizieren.
Das Jahr 2012 startete schleppend für ihn, sein bisher bestes Ergebnis war ein 22. Platz bei den Volvo Golf Champions in Südafrika. Er spielte dann bei den Transitions Championship sein erstes Turnier auf der PGA Tour scheiterte hier aber am Cut.

## Turniersiege als Profi

### Europeantour
| Nr. | Datum      | Turnier          | Sieger-Score          | Vorsprung | Zweiter                        |
| --- | ---------- | ---------------- | --------------------- | --------- | ------------------------------ |
| 1   | 16.10.2011 | Portugal Masters | –21 (70-64-68-65=267) | 2 Schläge | Rafael Cabrera-Bello           |
| 2   | 23.09.2018 | Portugal Masters | –22 (72-63-61-66=262) | 3 Schläge | Lucas Herbert, Eddie Pepperell |

## Resultate bei Major Championships
| Turnier                | 2011   | 2012 | 2013 | 2014 | 2015 | 2016 | 2017 | 2018 |
| ---------------------- | ------ | ---- | ---- | ---- | ---- | ---- | ---- | ---- |
| The Masters Tournament | DNP    | DNP  | DNP  | DNP  | DNP  | DNP  | DNP  | DNP  |
| US Open (Golf)         | DNP    | DNP  | DNP  | CUT  | DNP  | DNP  | DNP  | CUT  |
| The Open Championship  | T30 LA | DNP  | DNP  | DNP  | DNP  | DNP  | DNP  | T47  |
| PGA Championship       | DNP    | DNP  | DNP  | DNP  | DNP  | DNP  | DNP  | DNP  |

„DNP“ = Nicht gestartet

„CUT“ = Cut nicht geschafft

„T“ = Geteilter Platz

„LA“ = Bester Amateur

Grüner Hintergrund für gewonnene Turniere. Gelber Hintergrund für Top-10-Plätze.

## Ergebnisse bei World Golf Championships
| Turnier                           | 2011 | 2012 |
| --------------------------------- | ---- | ---- |
| Accenture Match Play Championship | DNP  | DNP  |
| Cadillac Championship             | DNP  | DNP  |
| Bridgestone Invitational          | DNP  |      |
| HSBC Champions                    | 76   |      |

DNP = Nicht gestartet

CUT = Cut nicht geschafft

QF, R16, R32, R64 = Runde, in welcher der Spieler im Matchplay verloren hat

„T“ = Geteilter Platz

Grüner Hintergrund für gewonnene Turniere. Gelber Hintergrund für Top 10 Plätze